# Wolfgang Wendt
Wolfgang Wendt ist ein deutscher Ingenieur, Hochschullehrer und Fachautor.

## Leben
Wolfgang Wendt durchlief eine Berufsausbildung zum Elektromechaniker in einer Firma für steuerungs- und regelungstechnische Geräte und schloss das Studium der Nachrichtentechnik an der Fachhochschule Darmstadt 1974 als Ing. (grad.) ab. Anschließend folgte das Studium der Elektrotechnik an der Technischen Universität Berlin zum Diplomingenieur. Als wissenschaftlicher Mitarbeiter am Institut für Werkzeugmaschinen und Fertigungstechnik der Technischen Universität Berlin beziehungsweise am Fraunhofer-Institut für Produktionsanlagen und Konstruktionstechnik promovierte Wolfgang Wendt 1987 über die Bahnregelung von Handhabungsgeräten und Werkzeugmaschinen zum Doktoringenieur.
1989 wurde er zum Professor für Steuerungs- und Regelungstechnik in den Fachbereich Maschinenbau/Produktionstechnik an die Fachhochschule für Technik Esslingen berufen. Er übernahm Vorlesungen auf den Gebieten der Steuerungstechnik, Regelungstechnik, Elektronik und EDV. Zusätzlich engagierte sich Wolfgang Wendt ab 2003 als Leiter des Studienganges Maschinenbau. In dieser Funktion war er auch verantwortlich für die erfolgreiche Akkreditierung der Maschinenbau-Studiengänge. Zum Ablauf des Sommersemesters 2012 trat Wendt nach 46 Semestern in den Ruhestand.
Wolfgang Wendt ist Autor des Taschenbuches der Regelungstechnik mit MATLAB und Simulink, das er zusammen mit Holger Lutz von der Hochschule Gießen-Friedberg erstmals 1995 im Verlag Harri Deutsch publizierte. In mittlerweile zwölf Auflagen – zuletzt 2021 – wird darin für Studierende, aber auch Ingenieure in der Praxis, alles Wichtige zum Thema Regelungstechnik zusammengefasst und an Beispielen erläutert.

## Werke (Auswahl)
- Bahnregelung von Handhabungsgeräten und Werkzeugmaschinen. Hanser Verlag. Berlin 1987. ISBN 978-3-446-15019-5.
- Taschenbuch der Regelungstechnik mit MATLAB und Simulink. Verlag Europa-Lehrmittel. Haan-Gruiten 2021. ISBN 978-3-8085-5870-6.